# Zebrasoma scopas
Espèce
Statut de conservation UICN

 LC  : Préoccupation mineure
Zebrasoma scopas ou Chirurgien à balais est une espèce de poisson de la famille des Acanthuridae (les poissons chirurgiens) que l'on rencontre dans les toute l'aire Indo-Pacifique. On le trouve dans les lagons et les récifs coralliens jusqu’à 60m de profondeur,  plutôt dans les eaux calmes.
Sa taille maximale connue est de 20 cm. Il a un corps de forme ovale assez large et un museau proéminent. En avant de l’épine caudale se trouvent des soies formant une zone en forme de brosse (chez les individus adultes, en particulier les mâles) d'où sa dénomination de Chirurgien à balais. Sa couleur est brun foncé-jaune.
Il mange des micro-algues filamenteuses mais aussi des excréments des autres espèces d'animaux marins.